# Copa d'Àfrica de Nacions 2017
La XXXI Copa d'Àfrica de Nacions es va disputar el 2017 a Gabon. En principi era Líbia qui havia d'organitzar el torneig, però a l'agost del 2014 la CAF va decidir de canviar la seu a causa de la guerra que patia el país.

## Selecció d'amfitrió
La CAF va rebre 3 ofertes abans del 30 de setembre de 2010, la data límit per organitzar la Copa d'Àfrica de Nacions 2015 o 2017. Aquestes candidatures foren de la RD Congo, el Marroc i Sud-àfrica. Poc després de la inspecció, la República Democràtica del Congo va informar a la CAF que retiraria la seva candidatura tant per als tornejos de la Copa d'Àfrica de Nacions del 2015 com del 2017. El 29 de gener, durant la Supercopa de la CAF 2011, el comitè executiu de la CAF va decidir que el Marroc acolliria la Copa d'Àfrica de Nacions 2015, mentre que l'edició 2017 se celebraria a Sud-àfrica. Tanmateix, a causa de la Guerra Civil Líbia, Líbia i Sud-àfrica van intercanviar els anys. Sud-àfrica acolliria el de 2013 i Líbia el de 2017.
Quan Líbia renuncià com a seu el 22 d'agost de 2014, la CAF anuncià un nou concurs el 30 de setembre de 2014.
Algèria, Egipte, Gabon, i Ghana, es convertiren en noves candidates. Més tard, Egipte refusà.
El 8 d'abril de 2015 s'anuncià que Gabon seria la nova seu.
| Resultats | Resultats    |
| Nació     | Vots         |
| --------- | ------------ |
| Gabon     | 9            |
| Algèria   | 4            |
| Ghana     | 0            |
| Egipte    | Abandonament |
| Total     | 13           |

## Equips classificats

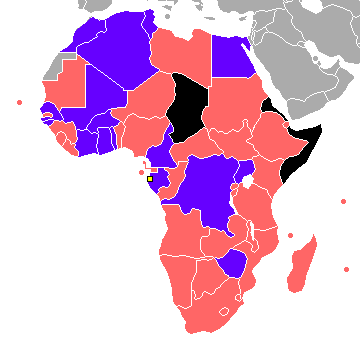
Classificat
No classificat
Desqualificat o no participà
No membre de la CAF

El 8 d'abril de 2015 es va fer el sorteig de la fase de classificació, en la qual estava inclosa Gabon, la qual hi prengué part però els seus partit foren considerats amistosos. 51 seleccions hi prengueren part.
Seleccions classificades.
- Gabon (Seu)
- Marroc
- Algèria
- Camerun
- Senegal
- Egipte
- Ghana
- Guinea Bissau
- Zimbàbue
- Mali
- Costa d'Ivori
- Uganda
- Burkina Faso
- Tunísia
- República Democràtica del Congo
- Togo

## Seus
Les quatre seus van ser confirmades l'octubre del 2016:
| Libreville        | Franceville          | LibrevilleFrancevillePort-GentilOyemCopa d'Àfrica de Nacions 2017 (Gabon) | Oyem              | Port-Gentil          |
| Stade de l'Amitié | Stade de Franceville | LibrevilleFrancevillePort-GentilOyemCopa d'Àfrica de Nacions 2017 (Gabon) | Stade d'Oyem      | Stade de Port-Gentil |
| Capacitat: 40.000 | Capacitat: 25.000    | LibrevilleFrancevillePort-GentilOyemCopa d'Àfrica de Nacions 2017 (Gabon) | Capacitat: 20.500 | Capacitat: 20.000    |

## Competició

### Primera fase
El 19 d'octubre de 2016 es va fer el sorteig a Libreville.

#### Grup A
| Selecció      | PJ | PG | PE | PP | GF | GC | DG | Pts |
| ------------- | -- | -- | -- | -- | -- | -- | -- | --- |
| Burkina Faso  | 3  | 1  | 2  | 0  | 4  | 2  | +2 | 5   |
| Camerun       | 3  | 1  | 2  | 0  | 3  | 2  | +1 | 5   |
| Gabon         | 3  | 0  | 3  | 0  | 2  | 2  | +0 | 3   |
| Guinea Bissau | 3  | 0  | 1  | 2  | 2  | 5  | -3 | 1   |

| Gabon          | 1–1 | Guinea Bissau |
| -------------- | --- | ------------- |
| Aubameyang 52' |     | Juary 90+1'   |

| Burkina Faso | 1–1 | Camerun       |
| ------------ | --- | ------------- |
| Dayo 75'     |     | Moukandjo 35' |

| Gabon               | 1–1 | Burkina Faso |
| ------------------- | --- | ------------ |
| Aubameyang 38' (p.) |     | Nakoulma 23' |

| Camerun                        | 2–1 | Guinea Bissau |
| ------------------------------ | --- | ------------- |
| Siani 61' · Ngadeu-Ngadjui 78' |     | Oniangue 50'  |

| Camerun | -0 | Gabon |
| ------- | -- | ----- |
|         |    |       |

| Guinea Bissau | 0-2 | Burkina Faso                   |
| ------------- | --- | ------------------------------ |
|               |     | Silva 12' (pp) · B. Traoré 58' |

#### Grup B
| Selecció | PJ | PG | PE | PP | GF | GC | DG | Pts |
| -------- | -- | -- | -- | -- | -- | -- | -- | --- |
| Senegal  | 3  | 2  | 1  | 0  | 6  | 2  | +4 | 7   |
| Tunísia  | 3  | 2  | 0  | 1  | 6  | 5  | +1 | 6   |
| Algèria  | 3  | 0  | 2  | 1  | 5  | 6  | -1 | 2   |
| Zimbàbue | 3  | 0  | 1  | 2  | 4  | 8  | -4 | 1   |

| Algèria         | 2–2 | Zimbàbue                        |
| --------------- | --- | ------------------------------- |
| Mahrez 12', 82' |     | Mahachi 17' · Mushekwi 29' (p.) |

| Tunísia | 0–2 | Senegal                    |
| ------- | --- | -------------------------- |
|         |     | Mané 10' (p.) · Mbodji 30' |

| Algèria     | 1–2 | Tunísia                         |
| ----------- | --- | ------------------------------- |
| Hanni 90+2' |     | Mandi 50' (pp) · Sliti 66' (p.) |

| Senegal              | 2–0 | Zimbàbue |
| -------------------- | --- | -------- |
| Mané 9' · Saivet 13' |     |          |

| Senegal            | 2-2 | Algèria          |
| ------------------ | --- | ---------------- |
| Diop 43' · Sow 53' |     | Slimani 10', 52' |

| Zimbàbue               | 2-4 | Tunísia                                                |
| ---------------------- | --- | ------------------------------------------------------ |
| Musona 42' · Ndoro 58' |     | Sliti 9' · Msakni 22' · Khenissi 36' · Khazri 45' (p.) |

#### Grup C
| Selecció       | PJ | PG | PE | PP | GF | GC | DG | Pts |
| -------------- | -- | -- | -- | -- | -- | -- | -- | --- |
| R.D. del Congo | 3  | 2  | 1  | 0  | 6  | 3  | +3 | 7   |
| Marroc         | 3  | 2  | 0  | 1  | 4  | 2  | +2 | 6   |
| Costa d'Ivori  | 3  | 0  | 2  | 1  | 2  | 3  | -1 | 2   |
| Togo           | 3  | 0  | 1  | 2  | 2  | 6  | -4 | 1   |

| Costa d'Ivori | 0–0 | Togo |
| ------------- | --- | ---- |
|               |     |      |

| R.D. del Congo | 1–0 | Marroc |
| -------------- | --- | ------ |
| Kabananga 55'  |     |        |

| Costa d'Ivori      | 2–2 | R.D. del Congo             |
| ------------------ | --- | -------------------------- |
| Bony 25' · Dié 67' |     | Kebano 10' · Kabananga 28' |

| Marroc                                     | 3–1 | Togo       |
| ------------------------------------------ | --- | ---------- |
| Bouhaddouz 14' · Saïss 21' · En-Nesyri 72' |     | Dossevi 5' |

| Marroc     | 1-0 | Costa d'Ivori |
| ---------- | --- | ------------- |
| Alioui 64' |     |               |

| Togo     | 1-3 | R.D. del Congo                          |
| -------- | --- | --------------------------------------- |
| Laba 69' |     | Kabananga 29' · Mubele 54' · M'Poku 80' |

#### Grup D
| Selecció | PJ | PG | PE | PP | GF | GC | DG | Pts |
| -------- | -- | -- | -- | -- | -- | -- | -- | --- |
| Egipte   | 3  | 2  | 1  | 0  | 2  | 0  | +2 | 7   |
| Ghana    | 3  | 2  | 0  | 1  | 2  | 1  | +1 | 6   |
| Mali     | 3  | 0  | 2  | 1  | 1  | 2  | -1 | 2   |
| Uganda   | 3  | 0  | 1  | 2  | 1  | 3  | -2 | 1   |

| Ghana            | 1–0 | Uganda |
| ---------------- | --- | ------ |
| A. Ayew 32' (p.) |     |        |

| Mali | 0–0 | Egipte |
| ---- | --- | ------ |
|      |     |        |

| Ghana    | 1–0 | Mali |
| -------- | --- | ---- |
| Gyan 21' |     |      |

| Egipte   | 1–0 | Uganda |
| -------- | --- | ------ |
| Said 89' |     |        |

| Egipte       | 1-0 | Ghana |
| ------------ | --- | ----- |
| M. Salah 11' |     |       |

| Uganda   | 1-1 | Mali         |
| -------- | --- | ------------ |
| Miya 70' |     | Bissouma 73' |

### Eliminatòries
|  | Quarts de final           | Quarts de final           |                          |       | Semifinals   | Semifinals  |  |  | Final                     | Final |
|  |                           |                           |                          |       |              |             |  |  |                           |       |
|  | 28 de gener – Libreville  |                           |                          |       |              |             |  |  |                           |       |
|  |                           |                           |                          |       |              |             |  |  |                           |       |
|  | Burkina Faso              | 2                         |                          |       |              |             |  |  |                           |       |
|  | Burkina Faso              | 2                         | 1 de febrer – Libreville |       |              |             |  |  |                           |       |
|  | Tunísia                   | 0                         |                          |       |              |             |  |  |                           |       |
|  | Tunísia                   | 0                         | Burkina Faso             | 1(3)  |              |             |  |  |                           |       |
|  | 29 de gener – Port-Gentil |                           | Burkina Faso             | 1(3)  |              |             |  |  |                           |       |
|  |                           | Egipte                    | 1(4)                     |       |              |             |  |  |                           |       |
|  | Egipte                    | Egipte                    | 1(4)                     | 1     |              |             |  |  |                           |       |
|  | Egipte                    |                           | 5 de febrer – Libreville | 1     |              |             |  |  |                           |       |
|  | Marroc                    | 0                         |                          |       |              |             |  |  |                           |       |
|  | Marroc                    | 0                         | Egipte                   | 1     |              |             |  |  |                           |       |
|  | 28 de gener – Franceville |                           | Egipte                   | 1     |              |             |  |  |                           |       |
|  |                           | Camerun                   | 2                        |       |              |             |  |  |                           |       |
|  | Senegal                   | Camerun                   | 2                        | 0(4)  |              |             |  |  |                           |       |
|  | Senegal                   | 2 de febrer – Franceville |                          | 0(4)  |              |             |  |  |                           |       |
|  | Camerun                   | 0(5)                      |                          |       |              |             |  |  |                           |       |
|  | Camerun                   | 0(5)                      | Camerun                  | 2     | Tercer lloc  | Tercer lloc |  |  |                           |       |
|  | 29 de gener – Oyem        |                           | Camerun                  | 2     | Tercer lloc  | Tercer lloc |  |  |                           |       |
|  |                           | Ghana                     | 0                        |       |              |             |  |  |                           |       |
|  | R.D. del Congo            | Ghana                     | 0                        | 1     | Burkina Faso | 1           |  |  |                           |       |
|  | R.D. del Congo            |                           |                          | 1     | Burkina Faso | 1           |  |  |                           |       |
|  | Ghana                     | 2                         |                          | Ghana | 0            |             |  |  |                           |       |
|  | Ghana                     | 2                         |                          |       | 0            |             |  |  |                           |       |
|  |                           |                           |                          |       |              |             |  |  | 4 de febrer – Port-Gentil |       |
|  |                           |                           |                          |       |              |             |  |  |                           |       |

#### Quarts de final
| Burkina Faso             | 2–0 | Tunísia |
| ------------------------ | --- | ------- |
| Bancé 81' · Nakoulma 85' |     |         |

| Senegal | 0–0 penals (4-5) | Camerun |
| ------- | ---------------- | ------- |
|         |                  |         |

| R.D. del Congo | 1–2 | Ghana                          |
| -------------- | --- | ------------------------------ |
| M'Poku 68'     |     | J. Ayew 63' · A. Ayew 78' (p.) |

| Egipte      | 1–0 | Marroc |
| ----------- | --- | ------ |
| Kahraba 88' |     |        |

#### Semifinals
| Burkina Faso | 1–1 penals (3-4) | Egipte       |
| ------------ | ---------------- | ------------ |
| Bancé 73'    |                  | M. Salah 66' |

| Camerun                             | 2–0 | Ghana |
| ----------------------------------- | --- | ----- |
| Ngadeu-Ngadjui 72' · Bassogog 90+3' |     |       |

#### 3r i 4t lloc
| Burkina Faso  | 1-0 | Ghana |
| ------------- | --- | ----- |
| A. Traoré 89' |     |       |

#### Final
| Egipte     | 1-2 | Camerun                     |
| ---------- | --- | --------------------------- |
| Elneny 22' |     | Nkoulou 59' · Aboubakar 88' |

## Campió
| Guanyador de Copa d'Àfrica 2017 |
| ------------------------------- |
| · Camerun · Cinquè títol        |

## Estadístiques
| Pos. | Selecció      | PJ | PG | PE | PP | GF | GC | DG | Pts. | Ren.  | Resultat final              |
| ---- | ------------- | -- | -- | -- | -- | -- | -- | -- | ---- | ----- | --------------------------- |
| 1    | Camerun       | 6  | 3  | 3  | 0  | 7  | 3  | 4  | 12   | 66.6% | Campió                      |
| 2    | Egipte        | 6  | 3  | 2  | 1  | 5  | 3  | 2  | 11   | 61.1% | Finalista                   |
| 3    | Burkina Faso  | 6  | 3  | 3  | 0  | 8  | 3  | 5  | 12   | 66.6% | Tercer                      |
| 4    | Ghana         | 6  | 3  | 0  | 3  | 4  | 5  | -1 | 9    | 50.0% | Quart                       |
| 5    | Senegal       | 4  | 2  | 2  | 0  | 6  | 2  | 4  | 8    | 66.6% | Eliminat a Quarts           |
| 6    | RD Congo      | 4  | 2  | 1  | 1  | 7  | 5  | 2  | 7    | 58.3% | Eliminat a Quarts           |
| 7    | Marroc        | 4  | 2  | 0  | 2  | 4  | 3  | 1  | 6    | 50.0% | Eliminat a Quarts           |
| 8    | Tunísia       | 4  | 2  | 0  | 2  | 6  | 7  | -1 | 6    | 50.0% | Eliminat a Quarts           |
| 9    | Gabon         | 3  | 0  | 3  | 0  | 2  | 2  | 0  | 3    | 33.3% | Eliminat a la fase de grups |
| 10   | Algèria       | 3  | 0  | 2  | 1  | 5  | 6  | -1 | 2    | 22.2% | Eliminat a la fase de grups |
| 11   | Costa d'Ivori | 3  | 0  | 2  | 1  | 2  | 3  | -1 | 2    | 22.2% | Eliminat a la fase de grups |
| 12   | Mali          | 3  | 0  | 2  | 1  | 1  | 2  | -1 | 2    | 22.2% | Eliminat a la fase de grups |
| 13   | Uganda        | 3  | 0  | 1  | 2  | 1  | 3  | -2 | 1    | 11.1% | Eliminat a la fase de grups |
| 14   | Guinea Bissau | 3  | 0  | 1  | 2  | 2  | 5  | -3 | 1    | 11.1% | Eliminat a la fase de grups |
| 15   | Zimbàbue      | 3  | 0  | 1  | 2  | 4  | 8  | -4 | 1    | 11.1% | Eliminat a la fase de grups |
| 16   | Togo          | 3  | 0  | 1  | 2  | 2  | 6  | -4 | 1    | 11.1% | Eliminat a la fase de grups |

## Golejadors
3 gols
- [[Fitxer:Flag of the Democratic Republic of the Congo.svg|23x15px|border |alt=República Democràtica del Congo|link=Selecció de futbol de la República Democràtica del Congo|{{#if:|]] Junior Kabananga

2 gols
- [[Fitxer:Flag of Algeria.svg|23x15px|border |alt=Algèria|link=Selecció de futbol d'Algèria|{{#if:|]] Riyad Mahrez
- [[Fitxer:Flag of Algeria.svg|23x15px|border |alt=Algèria|link=Selecció de futbol d'Algèria|{{#if:|]] Islam Slimani
- [[Fitxer:Flag of Burkina Faso.svg|23x15px|border |alt=Burkina Faso|link=Selecció de futbol de Burkina Faso|{{#if:|]] Aristide Bancé
- [[Fitxer:Flag of Burkina Faso.svg|23x15px|border |alt=Burkina Faso|link=Selecció de futbol de Burkina Faso|{{#if:|]] Préjuce Nakoulma
- [[Fitxer:Flag of Cameroon.svg|23x15px|border |alt=Camerun|link=Selecció de futbol del Camerun|{{#if:|]] Michael Ngadeu-Ngadjui
- [[Fitxer:Flag of the Democratic Republic of the Congo.svg|23x15px|border |alt=República Democràtica del Congo|link=Selecció de futbol de la República Democràtica del Congo|{{#if:|]] Paul-José M'Poku
- [[Fitxer:Flag of Egypt.svg|23x15px|border |alt=Egipte|link=Selecció de futbol d'Egipte|{{#if:|]] Mohamed Salah
- [[Fitxer:Flag of Gabon.svg|23x15px|border |alt=Gabon|link=Selecció de futbol del Gabon|{{#if:|]] Pierre-Emerick Aubameyang
- [[Fitxer:Flag of Ghana.svg|23x15px|border |alt=Ghana|link=Selecció de futbol de Ghana|{{#if:|]] André Ayew
- [[Fitxer:Flag of Senegal.svg|23x15px|border |alt=Senegal|link=Selecció de futbol del Senegal|{{#if:|]] Sadio Mané
- [[Fitxer:Flag of Tunisia.svg|23x15px|border |alt=Tunísia|link=Selecció de futbol de Tunísia|{{#if:|]] Naïm Sliti

1 gol
- [[Fitxer:Flag of Algeria.svg|23x15px|border |alt=Algèria|link=Selecció de futbol d'Algèria|{{#if:|]] Sofiane Hanni
- [[Fitxer:Flag of Burkina Faso.svg|23x15px|border |alt=Burkina Faso|link=Selecció de futbol de Burkina Faso|{{#if:|]] Issoufou Dayo
- [[Fitxer:Flag of Burkina Faso.svg|23x15px|border |alt=Burkina Faso|link=Selecció de futbol de Burkina Faso|{{#if:|]] Alain Traoré
- [[Fitxer:Flag of Burkina Faso.svg|23x15px|border |alt=Burkina Faso|link=Selecció de futbol de Burkina Faso|{{#if:|]] Bertrand Traoré
- [[Fitxer:Flag of Cameroon.svg|23x15px|border |alt=Camerun|link=Selecció de futbol del Camerun|{{#if:|]] Vincent Aboubakar
- [[Fitxer:Flag of Cameroon.svg|23x15px|border |alt=Camerun|link=Selecció de futbol del Camerun|{{#if:|]] Christian Bassogog
- [[Fitxer:Flag of Cameroon.svg|23x15px|border |alt=Camerun|link=Selecció de futbol del Camerun|{{#if:|]] Benjamin Moukandjo
- [[Fitxer:Flag of Cameroon.svg|23x15px|border |alt=Camerun|link=Selecció de futbol del Camerun|{{#if:|]] Nicolas Nkoulou
- [[Fitxer:Flag of Cameroon.svg|23x15px|border |alt=Camerun|link=Selecció de futbol del Camerun|{{#if:|]] Sébastien Siani
- [[Fitxer:Flag of the Democratic Republic of the Congo.svg|23x15px|border |alt=República Democràtica del Congo|link=Selecció de futbol de la República Democràtica del Congo|{{#if:|]] Neeskens Kebano
- [[Fitxer:Flag of the Democratic Republic of the Congo.svg|23x15px|border |alt=República Democràtica del Congo|link=Selecció de futbol de la República Democràtica del Congo|{{#if:|]] Firmin Ndombe Mubele
- [[Fitxer:Flag of Egypt.svg|23x15px|border |alt=Egipte|link=Selecció de futbol d'Egipte|{{#if:|]] Mohamed Elneny
- [[Fitxer:Flag of Egypt.svg|23x15px|border |alt=Egipte|link=Selecció de futbol d'Egipte|{{#if:|]] Kahraba
- [[Fitxer:Flag of Egypt.svg|23x15px|border |alt=Egipte|link=Selecció de futbol d'Egipte|{{#if:|]] Abdallah Said
- [[Fitxer:Flag of Ghana.svg|23x15px|border |alt=Ghana|link=Selecció de futbol de Ghana|{{#if:|]] Jordan Ayew
- [[Fitxer:Flag of Ghana.svg|23x15px|border |alt=Ghana|link=Selecció de futbol de Ghana|{{#if:|]] Asamoah Gyan
- [[Fitxer:Flag of Guinea-Bissau.svg|23x15px|border |alt=Guinea Bissau|link=Selecció de futbol de Guinea Bissau|{{#if:|]] Piqueti
- [[Fitxer:Flag of Guinea-Bissau.svg|23x15px|border |alt=Guinea Bissau|link=Selecció de futbol de Guinea Bissau|{{#if:|]] Juary Soares
- [[Fitxer:Flag of Côte d'Ivoire.svg|23x15px|border |alt=Costa d'Ivori|link=Selecció de futbol de la Costa d'Ivori|{{#if:|]] Wilfried Bony
- [[Fitxer:Flag of Côte d'Ivoire.svg|23x15px|border |alt=Costa d'Ivori|link=Selecció de futbol de la Costa d'Ivori|{{#if:|]] Serey Dié
- [[Fitxer:Flag of Mali.svg|23x15px|border |alt=Mali|link=Selecció de futbol de Mali|{{#if:|]] Yves Bissouma
- [[Fitxer:Flag of Morocco.svg|23x15px|border |alt=Marroc|link=Selecció de futbol del Marroc|{{#if:|]] Rachid Alioui
- [[Fitxer:Flag of Morocco.svg|23x15px|border |alt=Marroc|link=Selecció de futbol del Marroc|{{#if:|]] Aziz Bouhaddouz
- [[Fitxer:Flag of Morocco.svg|23x15px|border |alt=Marroc|link=Selecció de futbol del Marroc|{{#if:|]] Youssef En-Nesyri
- [[Fitxer:Flag of Morocco.svg|23x15px|border |alt=Marroc|link=Selecció de futbol del Marroc|{{#if:|]] Romain Saïss
- [[Fitxer:Flag of Senegal.svg|23x15px|border |alt=Senegal|link=Selecció de futbol del Senegal|{{#if:|]] Papakouli Diop
- [[Fitxer:Flag of Senegal.svg|23x15px|border |alt=Senegal|link=Selecció de futbol del Senegal|{{#if:|]] Kara Mbodji
- [[Fitxer:Flag of Senegal.svg|23x15px|border |alt=Senegal|link=Selecció de futbol del Senegal|{{#if:|]] Henri Saivet
- [[Fitxer:Flag of Senegal.svg|23x15px|border |alt=Senegal|link=Selecció de futbol del Senegal|{{#if:|]] Moussa Sow
- [[Fitxer:Flag of Togo (3-2).svg|23x15px|border |alt=Togo|link=Selecció de futbol de Togo|{{#if:|]] Mathieu Dossevi
- [[Fitxer:Flag of Togo (3-2).svg|23x15px|border |alt=Togo|link=Selecció de futbol de Togo|{{#if:|]] Kodjo Fo-Doh Laba
- [[Fitxer:Flag of Tunisia.svg|23x15px|border |alt=Tunísia|link=Selecció de futbol de Tunísia|{{#if:|]] Wahbi Khazri
- [[Fitxer:Flag of Tunisia.svg|23x15px|border |alt=Tunísia|link=Selecció de futbol de Tunísia|{{#if:|]] Taha Yassine Khenissi
- [[Fitxer:Flag of Tunisia.svg|23x15px|border |alt=Tunísia|link=Selecció de futbol de Tunísia|{{#if:|]] Youssef Msakni
- [[Fitxer:Flag of Uganda.svg|23x15px|border |alt=Uganda|link=Selecció de futbol d'Uganda|{{#if:|]] Farouk Miya
- [[Fitxer:Flag of Zimbabwe.svg|23x15px|border |alt=Zimbàbue|link=Selecció de futbol de Zimbàbue|{{#if:|]] Kudakwashe Mahachi
- [[Fitxer:Flag of Zimbabwe.svg|23x15px|border |alt=Zimbàbue|link=Selecció de futbol de Zimbàbue|{{#if:|]] Tendai Ndoro
- [[Fitxer:Flag of Zimbabwe.svg|23x15px|border |alt=Zimbàbue|link=Selecció de futbol de Zimbàbue|{{#if:|]] Nyasha Mushekwi
- [[Fitxer:Flag of Zimbabwe.svg|23x15px|border |alt=Zimbàbue|link=Selecció de futbol de Zimbàbue|{{#if:|]] Knowledge Musona

En pròpia porta
- [[Fitxer:Flag of Algeria.svg|23x15px|border |alt=Algèria|link=Selecció de futbol d'Algèria|{{#if:|]] Aïssa Mandi (contra Tunísia)
- [[Fitxer:Flag of Guinea-Bissau.svg|23x15px|border |alt=Guinea Bissau|link=Selecció de futbol de Guinea Bissau|{{#if:|]] Rudinilson Silva (contra Burkina Faso)

## Guardons
Millor jugador del torneig
- [[Fitxer:Flag of Cameroon.svg|23x15px|border |alt=Camerun|link=Selecció de futbol del Camerun|{{#if:|]] Christian Bassogog

Màxim golejador
- [[Fitxer:Flag of the Democratic Republic of the Congo.svg|23x15px|border |alt=República Democràtica del Congo|link=Selecció de futbol de la República Democràtica del Congo|{{#if:|]] Junior Kabananga (3 goals)

Premi al joc net
- Egipte

Equip ideal de la CAF
| Porter | Defenses | Centrecampistes | Davanters | Substituts |
| --- | --- | --- | --- | --- |
| [[Fitxer:Flag of Cameroon.svg\|23x15px\|border \|alt=Camerun\|link=Selecció de futbol del Camerun\|{{#if:\|]] Fabrice Ondoa | [[Fitxer:Flag of Senegal.svg\|23x15px\|border \|alt=Senegal\|link=Selecció de futbol del Senegal\|{{#if:\|]] Kara Mbodji [[Fitxer:Flag of Egypt.svg\|23x15px\|border \|alt=Egipte\|link=Selecció de futbol d'Egipte\|{{#if:\|]] Ahmed Hegazi [[Fitxer:Flag of Cameroon.svg\|23x15px\|border \|alt=Camerun\|link=Selecció de futbol del Camerun\|{{#if:\|]] Michael Ngadeu-Ngadjui | [[Fitxer:Flag of Burkina Faso.svg\|23x15px\|border \|alt=Burkina Faso\|link=Selecció de futbol de Burkina Faso\|{{#if:\|]] Charles Kaboré [[Fitxer:Flag of Ghana.svg\|23x15px\|border \|alt=Ghana\|link=Selecció de futbol de Ghana\|{{#if:\|]] Mubarak Wakaso [[Fitxer:Flag of Burkina Faso.svg\|23x15px\|border \|alt=Burkina Faso\|link=Selecció de futbol de Burkina Faso\|{{#if:\|]] Bertrand Traoré [[Fitxer:Flag of Ghana.svg\|23x15px\|border \|alt=Ghana\|link=Selecció de futbol de Ghana\|{{#if:\|]] Christian Atsu [[Fitxer:Flag of Egypt.svg\|23x15px\|border \|alt=Egipte\|link=Selecció de futbol d'Egipte\|{{#if:\|]] Mohamed Salah | [[Fitxer:Flag of Cameroon.svg\|23x15px\|border \|alt=Camerun\|link=Selecció de futbol del Camerun\|{{#if:\|]] Christian Bassogog [[Fitxer:Flag of the Democratic Republic of the Congo.svg\|23x15px\|border \|alt=República Democràtica del Congo\|link=Selecció de futbol de la República Democràtica del Congo\|{{#if:\|]] Junior Kabananga | [[Fitxer:Flag of Egypt.svg\|23x15px\|border \|alt=Egipte\|link=Selecció de futbol d'Egipte\|{{#if:\|]] Essam El-Hadary [[Fitxer:Flag of Senegal.svg\|23x15px\|border \|alt=Senegal\|link=Selecció de futbol del Senegal\|{{#if:\|]] Cheikhou Kouyaté [[Fitxer:Flag of Burkina Faso.svg\|23x15px\|border \|alt=Burkina Faso\|link=Selecció de futbol de Burkina Faso\|{{#if:\|]] Préjuce Nakoulma [[Fitxer:Flag of Burkina Faso.svg\|23x15px\|border \|alt=Burkina Faso\|link=Selecció de futbol de Burkina Faso\|{{#if:\|]] Aristide Bancé [[Fitxer:Flag of Cameroon.svg\|23x15px\|border \|alt=Camerun\|link=Selecció de futbol del Camerun\|{{#if:\|]] Benjamin Moukandjo [[Fitxer:Flag of Guinea-Bissau.svg\|23x15px\|border \|alt=Guinea Bissau\|link=Selecció de futbol de Guinea Bissau\|{{#if:\|]] Zezinho [[Fitxer:Flag of Morocco.svg\|23x15px\|border \|alt=Marroc\|link=Selecció de futbol del Marroc\|{{#if:\|]] Mbark Boussoufa |